# Episodi di The Closer (quinta stagione)
La quinta stagione della serie televisiva The Closer, composta da 15 episodi, è stata trasmessa negli Stati Uniti dall'8 giugno al 21 dicembre 2009 sul canale TNT.
In Italia, è stata trasmessa in prima visione assoluta dal 22 gennaio 2010 al 30 aprile 2010 su Mya, ogni venerdì alle ore 21:00; in chiaro è andata in onda su Italia 1 dal 25 febbraio 2011 al 16 giugno 2011.
| nº | Titolo originale          | Titolo italiano           | Prima TV USA     | Prima TV Italia  |
| -- | ------------------------- | ------------------------- | ---------------- | ---------------- |
| 1  | Products of Discovery     | Il fiato della morte      | 8 giugno 2009    | 22 gennaio 2010  |
| 2  | Blood Money               | Soldi sporchi             | 15 giugno 2009   | 29 gennaio 2010  |
| 3  | Red Tape                  | Nastro rosso              | 22 giugno 2009   | 5 febbraio 2010  |
| 4  | Walking Back the Cat      | Riavere indietro il gatto | 29 giugno 2009   | 12 febbraio 2010 |
| 5  | Half Load                 | Uno sparo nella notte     | 6 luglio 2009    | 19 febbraio 2010 |
| 6  | Tapped Out                | Bollata                   | 13 luglio 2009   | 26 febbraio 2010 |
| 7  | Strike Three              | Il caro estinto           | 20 luglio 2009   | 5 marzo 2010     |
| 8  | Elysian Field             | Campi Elisi               | 27 luglio 2009   | 12 marzo 2010    |
| 9  | Identity Theft            | Furto d'identità          | 3 agosto 2009    | 19 marzo 2010    |
| 10 | Smells Like Murder        | Odore di omicidio         | 10 agosto 2009   | 26 marzo 2010    |
| 11 | Maternal Instinct         | Istinto materno           | 17 agosto 2009   | 2 aprile 2010    |
| 12 | Waivers of Extradition    | Rinuncia all'estradizione | 24 agosto 2009   | 9 aprile 2010    |
| 13 | The Life                  | La vita                   | 7 dicembre 2009  | 16 aprile 2010   |
| 14 | Wild Card (aka Make Over) | Trasformazione            | 14 dicembre 2009 | 23 aprile 2010   |
| 15 | Dead Man's Hand           | Mano morta                | 21 dicembre 2009 | 30 aprile 2010   |